# Rifugio Sorgenti del Piave
Il rifugio Sorgenti del Piave è situato nella Val Sesis, alle pendici del monte Peralba. Come il nome stesso lascia intendere, esso sorge nelle immediate vicinanze della sorgente del fiume Piave.

## Accessi
L'accesso principale al rifugio è consentito ai veicoli a motore da una strada asfaltata che si imbocca in località Cima Sappada. Esso inoltre è raggiungibile da nord ovest attraverso il sentiero CAI 137.

## Ascensioni
Il rifugio Sorgenti del Piave è il punto di partenza ideale sia per scalatori che vogliano affrontare la parete sud, sud-est del monte Peralba o le vie ferrate che conducono alla cima del Peralba stesso e del limitrofo monte Chiadenis.

## Escursioni
Il rifugio costituisce il punto di partenza della Alta via n. 6, la quale termina a Vittorio Veneto.
Attraverso i sentieri CAI 136 e 135 si possono raggiungere i suggestivi laghi d'Olbe a quota 2156 metri o, seguendo il segnavia 132, il rifugio Calvi.